# Droit de nécessité
 (juin 2022).
En Suisse, le droit de nécessité (Notrecht en allemand ; diritto di necessità en italien) est un droit d'exception visant à parer un état de nécessité tel que de graves troubles à l'ordre ou à la sécurité publics ou une menace pour la sécurité extérieure ou l'indépendance du pays.
Fondé sur les art. 52, 173 et 185 de la Constitution et prenant la forme d'ordonnances ou de décisions des pouvoirs législatif ou exécutif, il n'est pas sujet au référendum.
Il existe également dans les cantons,.